# Ronquières

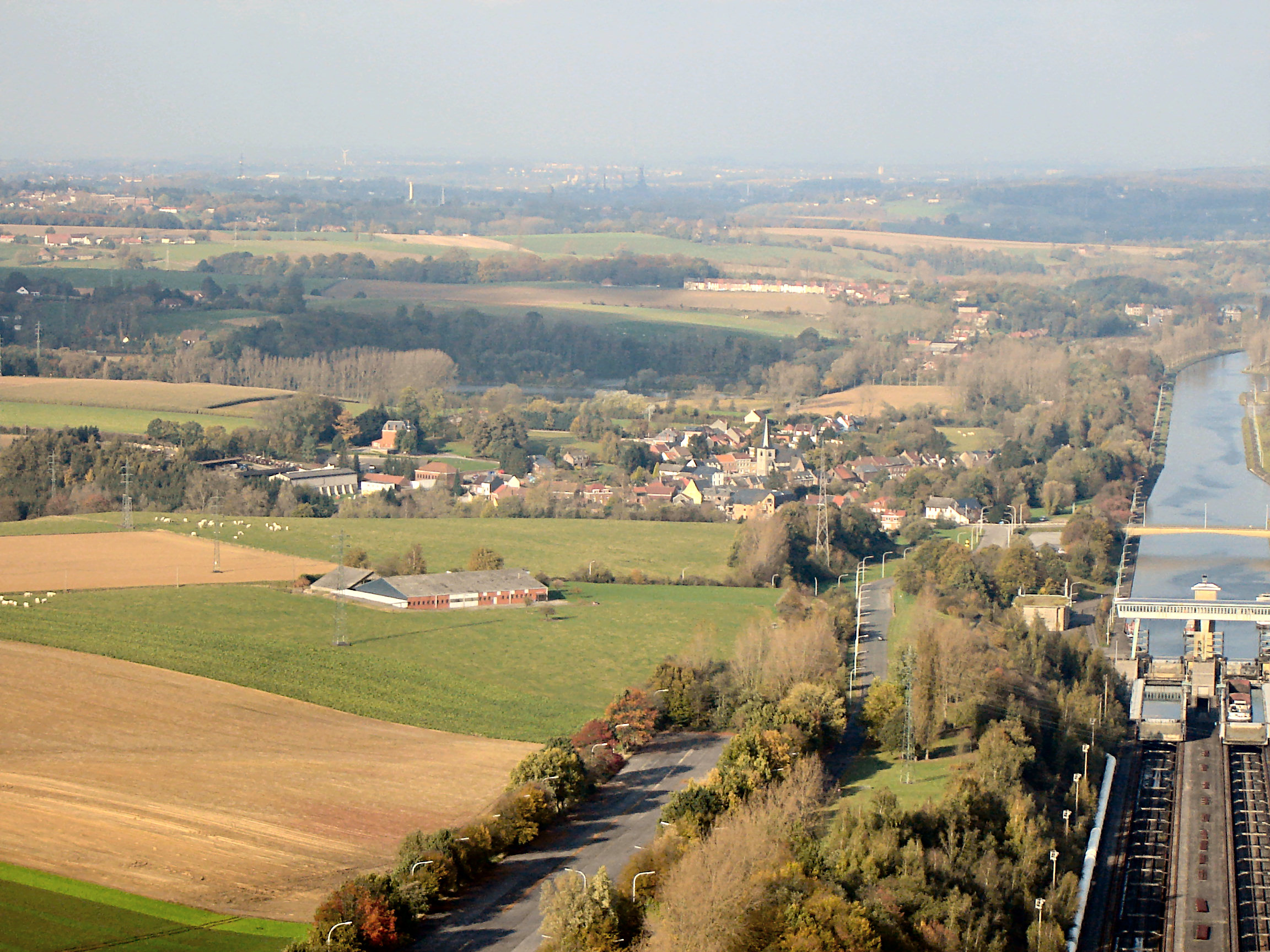
Blick von Süden auf Ronquières

Ronquières (wallonisch: Ronkière) ist ein Ortsteil der Gemeinde Braine-le-Comte in der Region Wallonien in Belgien. Bis zur belgischen Gemeindegebietsreform im Jahr 1977 war Ronquières selbständige Gemeinde.
International bekannt wurde das Dorf durch das nach ihm benannte Schiffshebewerk Ronquières im Zuge des Kanals Charleroi-Brüssel, dessen unteres Ende sich in wenigen hundert Metern Entfernung vom Ortszentrum befindet. Im Gemeindegebiet trennen sich der alte und der neu trassierte Kanal.

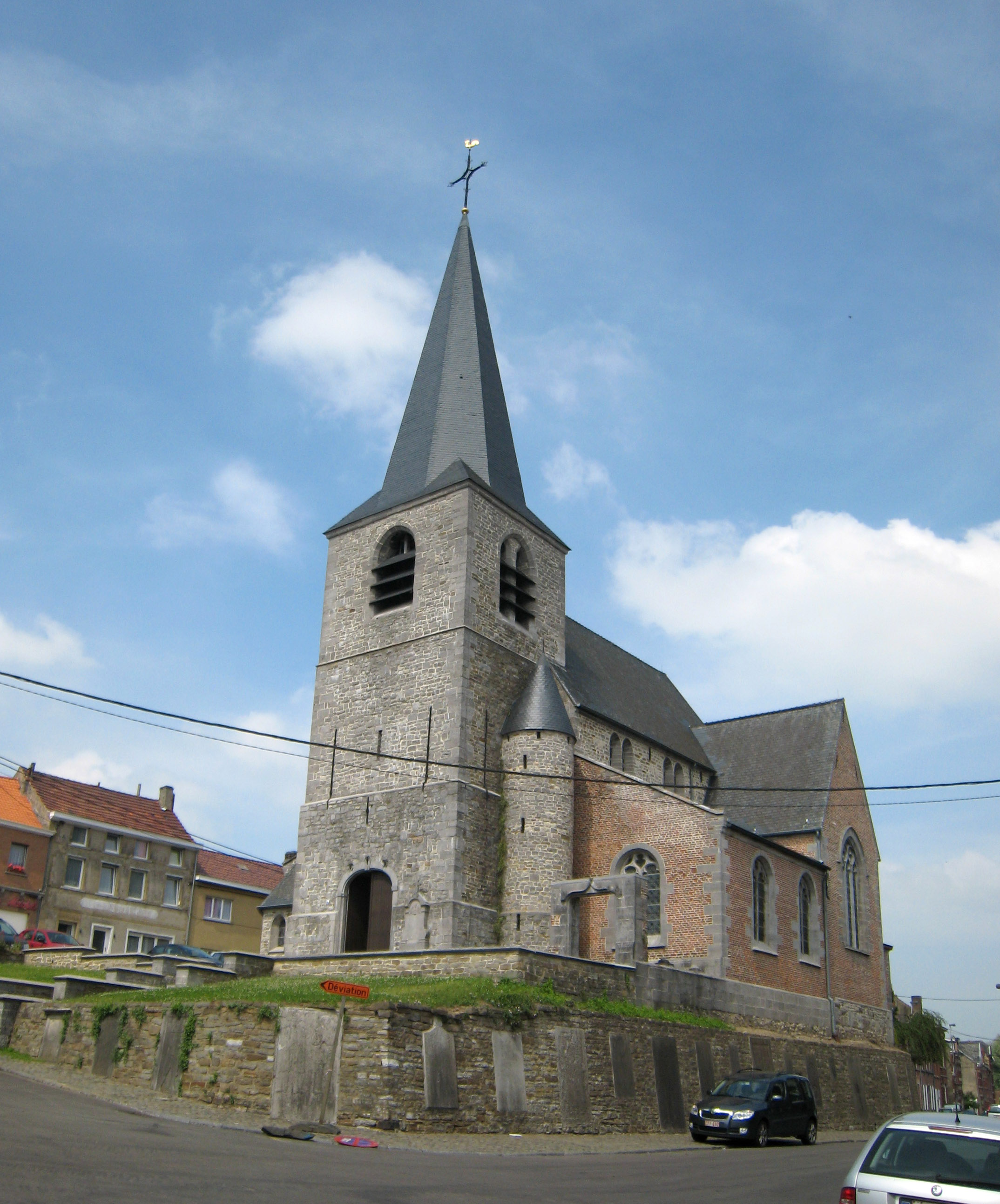
Kirche Saint-Géry
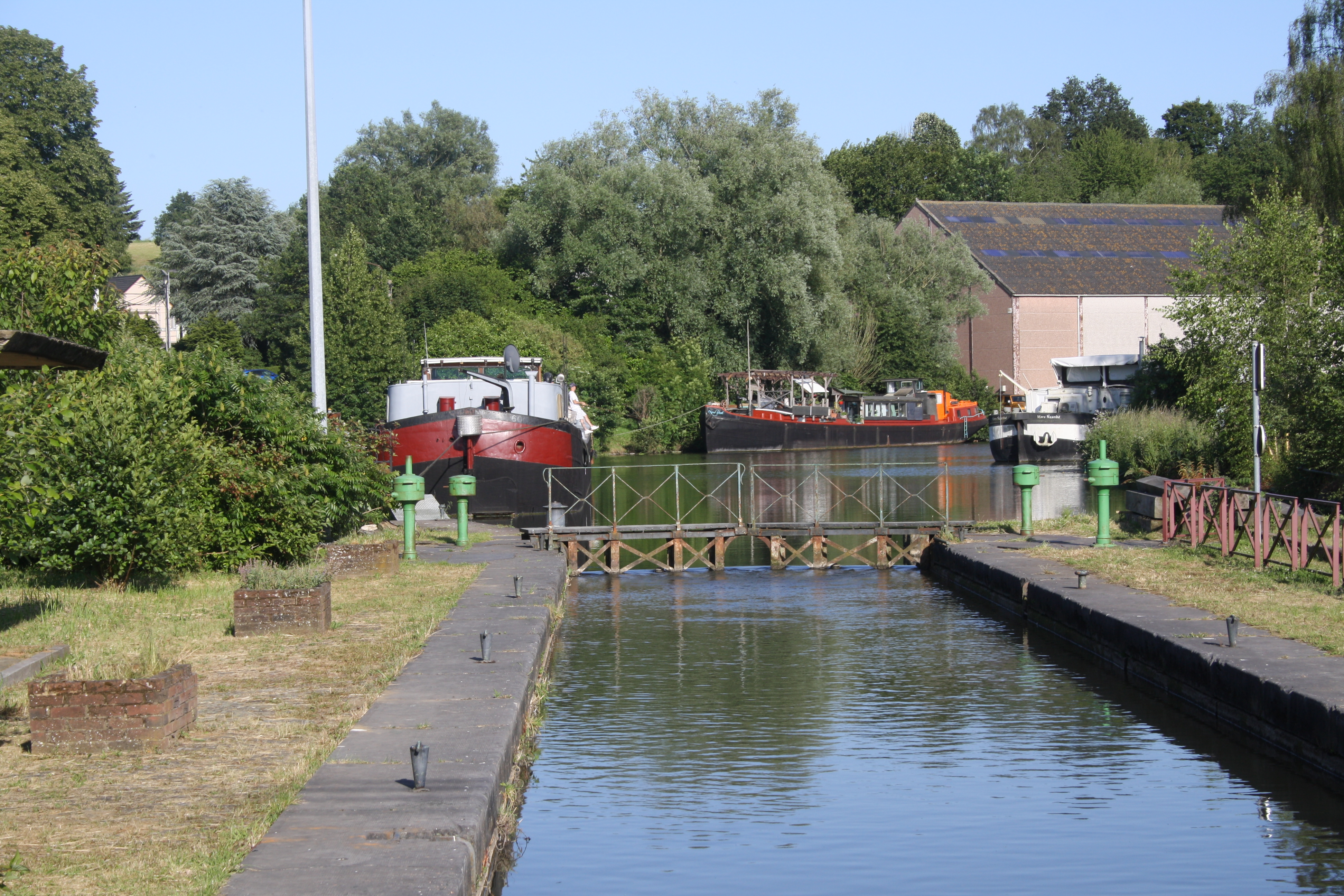
Schleuse und Hafen am alten Kanal Charleroi-Brüssel
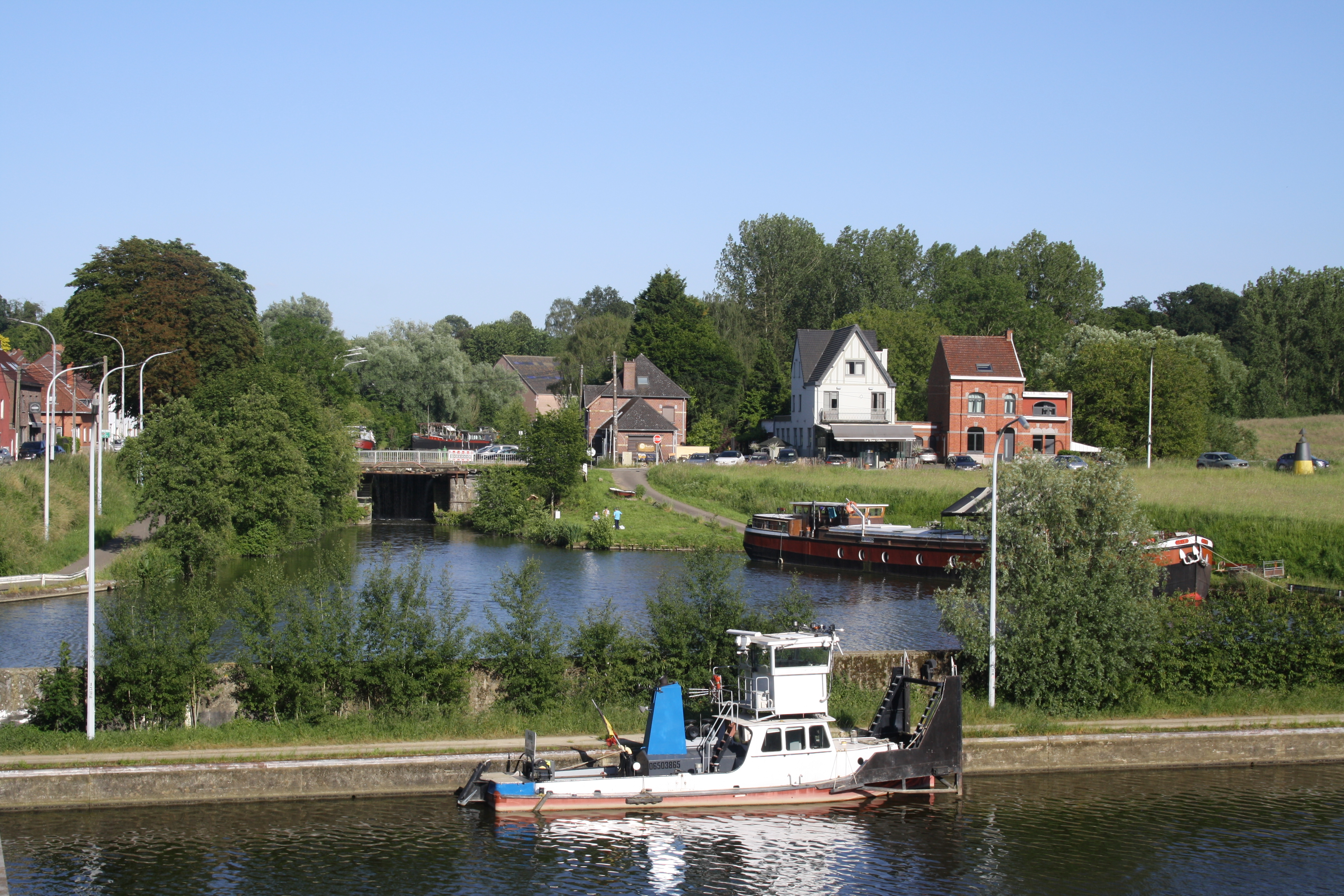
Neuer (vorn) und alter Kanal
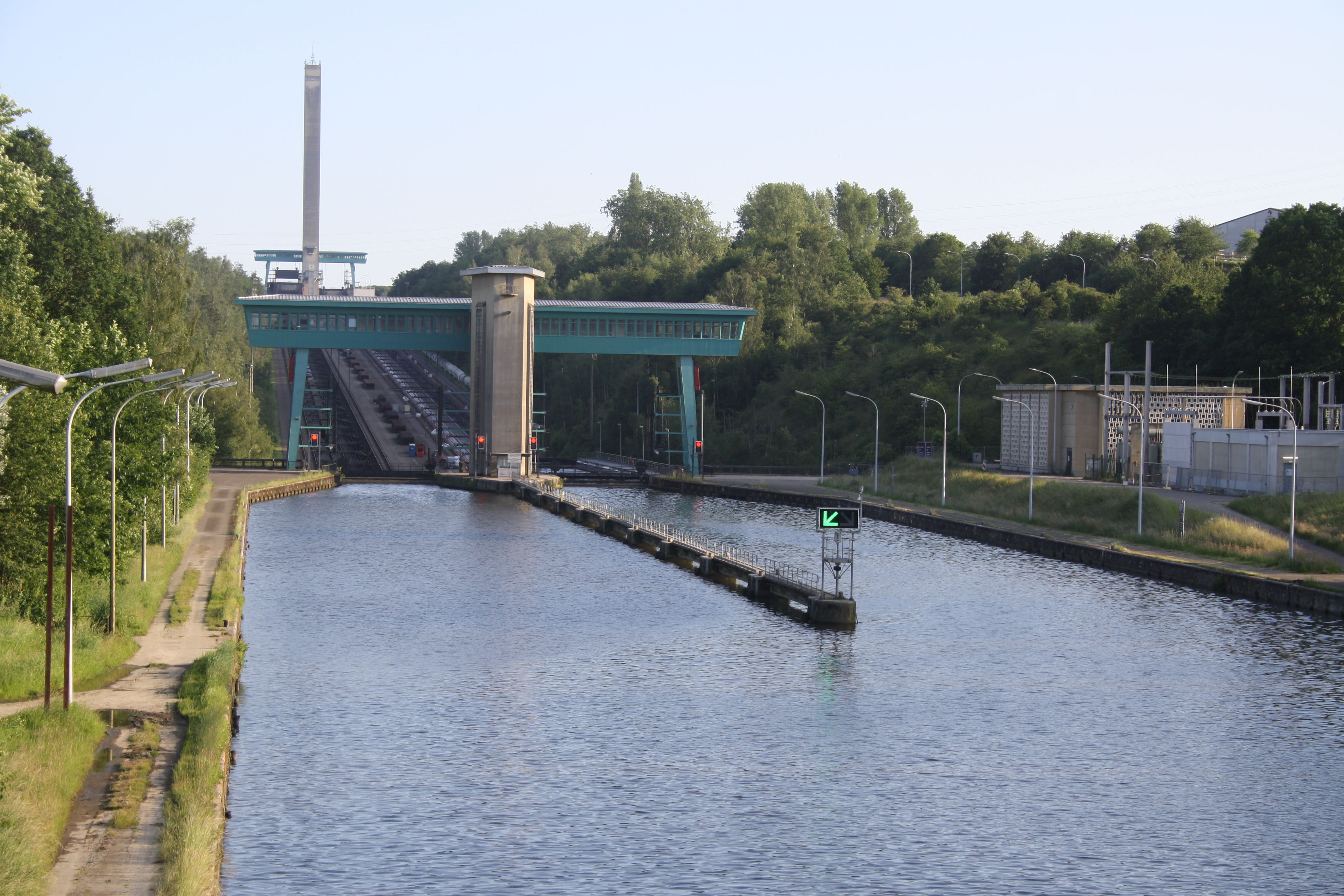
Schiffshebewerk Ronquières